# Sir Babygirl
Kelsie Hogue (Palo Alto, 1993), conhecida pelo nome artístico Sir Babygirl, é uma cantora, compositora norte-americana. Criada em Nova Hampshire, frequentou a Universidade de Boston, localizada na cidade onde fez suas primeiras apresentações com o atual nome artístico. Seu primeiro disco, Crush on Me (2019), foi descrito como "uma reviravolta ainda mais intrigante da música alternativa dos anos 1990s" através da revista Pitchfork. Hogue se identifica como não-binária e bissexual.

## Discografia
- Crush on Me (2019)